# Gemeenten van Colombia
De gemeenten van Colombia zijn een bestuurslaag in Colombia. Er zijn 1102 gemeenten (municipios). Elke gemeente wordt geleid door een gekozen burgemeester (alcalde). Verder zijn er twintig corregimientos.

Gemeenten van Colombia

## Amazonas

Gemeenten van Amazonas

Het departement Amazonas bestaat uit twee gemeenten en negen corregimientos. 
Gemeenten:
- Leticia
- Puerto Nariño

Corregimientos:
- El Encanto
- La Chorrera
- La Pedrera
- La Victoria
- Mirití-Paraná
- Puerto Alegría
- Puerto Arica
- Puerto Santander
- Tarapacá

## Antioquia

Gemeenten van Antioquia

Het departement Antioquia bestaat uit 125 gemeenten.
- Abejorral
- Abriaquí
- Alejandría
- Amagá
- Amalfi
- Andes
- Angelópolis
- Angostura
- Anorí
- Anzá
- Apartadó
- Arboletes
- Argelia
- Armenia
- Barbosa
- Bello
- Belmira
- Betania
- Betulia
- Briceño
- Buriticá
- Cáceres
- Caicedo
- Caldas
- Campamento
- Cañasgordas
- Caracolí
- Caramanta
- Carepa
- Carolina del Príncipe
- Caucasia
- Chigorodó
- Cisneros
- Ciudad Bolívar
- Cocorná
- Concepción
- Concordia
- Copacabana
- Dabeiba
- Donmatías
- Ebéjico
- El Bagre
- El Carmen de Viboral
- El Peñol
- El Santuario
- Entrerríos
- Envigado
- Fredonia
- Frontino
- Giraldo
- Girardota
- Gómez Plata
- Granada
- Guadalupe
- Guarne
- Guatapé
- Heliconia
- Hispania
- Itagüí
- Ituango
- Jardín
- Jericó
- La Ceja
- La Estrella
- La Pintada
- La Unión
- Liborina
- Maceo
- Marinilla
- Medellín
- Montebello
- Murindó
- Mutatá
- Nariño
- Nechí
- Necoclí
- Olaya
- Peque
- Pueblorrico
- Puerto Berrío
- Puerto Nare
- Puerto Triunfo
- Remedios
- Retiro
- Rionegro
- Sabanalarga
- Sabaneta
- Salgar
- San Andrés de Cuerquia
- San Carlos
- San Francisco
- San Jerónimo
- San José de la Montaña
- San Juan de Urabá
- San Luis
- San Pedro de los Milagros
- San Pedro de Urabá
- San Rafael
- San Roque
- San Vicente
- Santa Bárbara
- Santa Fe de Antioquia
- Santa Rosa de Osos
- Santo Domingo
- Segovia
- Sonsón
- Sopetrán
- Támesis
- Tarazá
- Tarso
- Titiribí
- Toledo
- Turbo
- Uramita
- Urrao
- Valdivia
- Valparaíso
- Vegachí
- Venecia
- Vigía del Fuerte
- Yalí
- Yarumal
- Yolombó
- Yondó
- Zaragoza

## Arauca

Gemeenten van Arauca

Het departement Arauca bestaat uit zeven gemeenten.
- Arauca
- Arauquita
- Cravo Norte
- Fortul
- Puerto Rondón
- Saravena
- Tame

## Atlántico

Gemeenten van Atlántico

Het departement Atlántico bestaat uit 23 gemeenten.
- Baranoa
- Barranquilla
- Campo de la Cruz
- Candelaria
- Galapa
- Juan de Acosta
- Luruaco
- Malambo
- Manatí
- Palmar de Varela
- Piojó
- Polonuevo
- Ponedera
- Puerto Colombia
- Repelón
- Sabanagrande
- Sabanalarga
- Santa Lucía
- Santo Tomás
- Soledad
- Suan
- Tubará
- Usiacurí

## Bogotá

Federaal District Bogotá en gemeenten van Cundinamarca

Het Federaal District Bogotá is verdeeld in gemeenschappen (localidades):
- Antonio Nariño
- Barrios Unidos
- Bosa
- Chapinero
- Ciudad Bolívar
- Engativá
- Fontibon
- Kennedy
- La Candelaria
- Los Mártires
- Puente Aranda
- Rafael Uribe Uribe
- San Cristóbal
- Santa Fe
- Suba
- Sumapaz
- Teusaquillo
- Tunjuelito
- Usaquén
- Usme

## Bolívar

Gemeenten van Bolívar

Het departement Bolívar bestaat uit 47 gemeenten.
- Achí
- Altos del Rosario
- Arenal
- Arjona
- Arroyohondo
- Barranco de Loba
- Brazuelo de Papayal
- Calamar
- Cantagallo
- Cartagena
- Cicuco
- Clemencia
- Córdoba
- El Carmen de Bolívar
- El Guamo
- El Peñón
- Hatillo de Loba
- Magangué
- Mahates
- Margarita
- María La Baja
- Montecristo
- Morales
- Norosí
- Pinillos
- Regidor
- Río Viejo
- San Cristóbal
- San Estanislao
- San Fernando
- San Jacinto
- San Jacinto del Cauca
- San Juan Nepomuceno
- San Martín de Loba
- San Pablo
- Santa Catalina
- Santa Cruz de Mompox
- Santa Rosa
- Santa Rosa del Sur
- Simití
- Soplaviento
- Talaigua Nuevo
- Tiquisio
- Turbaco
- Turbaná
- Villanueva
- Zambrano

## Boyacá

Gemeenten van Boyacá

Het departement Boyacá bestaat uit 123 gemeenten.
- Almeida
- Aquitania
- Arcabuco
- Belén
- Berbeo
- Betéitiva
- Boavita
- Boyacá
- Briceño
- Buenavista
- Busbanzá
- Caldas
- Campohermoso
- Cerinza
- Chinavita
- Chiquinquirá
- Chíquiza
- Chiscas
- Chita
- Chitaraque
- Chivatá
- Chivor
- Ciénega
- Cómbita
- Coper
- Corrales
- Covarachía
- Cubará
- Cucaita
- Cuítiva
- Duitama
- El Cocuy
- El Espino
- Firavitoba
- Floresta
- Gachantivá
- Gámeza
- Garagoa
- Guacamayas
- Guateque
- Guayatá
- Güicán
- Iza
- Jenesano
- Jericó
- La Capilla
- La Uvita
- La Victoria
- Labranzagrande
- Macanal
- Maripí
- Miraflores
- Mongua
- Monguí
- Moniquirá
- Motavita
- Muzo
- Nobsa
- Nuevo Colón
- Oicatá
- Otanche
- Pachavita
- Páez
- Paipa
- Pajarito
- Panqueba
- Pauna
- Paya
- Paz de Río
- Pesca
- Pisba
- Puerto Boyacá
- Quípama
- Ramiriquí
- Ráquira
- Rondón
- Saboyá
- Sáchica
- Samacá
- San Eduardo
- San José de Pare
- San Luis de Gaceno
- San Mateo
- San Miguel de Sema
- San Pablo de Borbur
- Santa María
- Santa Rosa de Viterbo
- Santa Sofía
- Santana
- Sativanorte
- Sativasur
- Siachoque
- Soatá
- Socha
- Socotá
- Sogamoso
- Somondoco
- Sora
- Soracá
- Sotaquirá
- Susacón
- Sutamarchán
- Sutatenza
- Tasco
- Tenza
- Tibaná
- Tibasosa
- Tinjacá
- Tipacoque
- Toca
- Togüí
- Tópaga
- Tota
- Tunja
- Tununguá
- Turmequé
- Tuta
- Tutazá
- Umbita
- Ventaquemada
- Villa de Leyva
- Viracachá
- Zetaquira

## Caldas

Gemeenten van Caldas

Het departement Caldas bestaat uit 27 gemeenten.
- Aguadas
- Anserma
- Aranzazu
- Belalcázar
- Chinchiná
- Filadelfia
- La Dorada
- La Merced
- Manizales
- Manzanares
- Marmato
- Marquetalia
- Marulanda
- Neira
- Norcasia
- Pácora
- Palestina
- Pensilvania
- Riosucio
- Risaralda
- Salamina
- Samaná
- San José
- Supía
- Victoria
- Villamaría
- Viterbo

## Caquetá

Gemeenten van Caquetá

Het departement Caquetá bestaat uit 16 gemeenten.
- Albania
- Belén de los Andaquies
- Cartagena del Chairá
- Currillo
- El Doncello
- El Paujil
- Florencia
- La Montañita
- Puerto Milán
- Morelia
- Puerto Rico
- San José del Fragua
- San Vicente del Caguán
- Solano
- Solita
- Valparaíso

## Casanare

Gemeenten van Casanare

Het departement Casanare bestaat uit 19 gemeenten.
- Aguazul
- Chameza
- Hato Corozal
- La Salina
- Maní
- Monterrey
- Nunchía
- Orocué
- Paz de Ariporo
- Pore
- Recetor
- Sabanalarga
- Sácama
- San Luis de Palenque
- Támara
- Tauramena
- Trinidad
- Villanueva
- Yopal

## Cauca

Gemeenten van Cauca

Het departement Cauca bestaat uit 42 gemeenten.
- Almaguer
- Argelia
- Balboa
- Bolívar
- Buenos Aires
- Cajibío
- Caldono
- Caloto
- Corinto
- El Tambo
- Florencia
- Guachené
- Guapi
- Inzá
- Jambaló
- La Sierra
- La Vega
- López
- Mercaderes
- Miranda
- Morales
- Padilla
- Páez
- Patía
- Piamonte
- Piendamó
- Popayán
- Puerto Tejada
- Puracé
- Rosas
- San Sebastián
- Santander de Quilichao
- Santa Rosa
- Silvia
- Sotará
- Suárez
- Sucre
- Timbío
- Timbiquí
- Toribio
- Totoró
- Villa Rica

## Cesar

Gemeenten van Cesar

Het departement Cesar bestaat uit 25 gemeenten.
- Aguachica
- Agustín Codazzi
- Astrea
- Becerril
- Bosconia
- Chimichagua
- Chiriguaná
- Curumaní
- El Copey
- El Paso
- Gamarra
- González
- La Gloria
- La Jagua de Ibirico
- La Paz Robles
- Manaure
- Pailitas
- Pelaya
- Pueblo Bello
- Río de Oro
- San Alberto
- San Diego
- San Martín
- Tamalameque
- Valledupar

## Chocó

Gemeenten van Chocó

Het departement Chocó bestaat uit 30 gemeenten.
- Acandí
- Alto Baudo
- Atrato
- Bagadó
- Bahía Solano
- Bajo Baudó
- Bojayá
- Carmen del Darién
- Cértegui
- Condoto
- El Cantón del San Pablo
- El Carmen de Atrato
- El Litoral del San Juan
- Istmina
- Juradó
- Lloró
- Medio Atrato
- Medio Baudó
- Medio San Juan
- Nóvita
- Nuquí
- Quibdó
- Río Iró
- Río Quito
- Riosucio
- San José del Palmar
- Sipí
- Tadó
- Unguía
- Unión Panamericana

## Córdoba

Gemeenten in Córdoba

Het departement Córdoba bestaat uit 30 gemeenten.
- Ayapel
- Buenavista
- Canalete
- Cereté
- Chimá
- Chinú
- Ciénaga de Oro
- Cotorra
- La Apartada
- Los Córdobas
- Momil
- Moñitos
- Montelíbano
- Montería
- Planeta Rica
- Pueblo Nuevo
- Puerto Escondido
- Puerto Libertador
- Purísima
- Sahagún
- San Andrés de Sotavento
- San Antero
- San Bernardo del Viento
- San Carlos
- San José de Uré
- San Pelayo
- Santa Cruz de Lorica
- Tierralta
- Tuchín
- Valencia

## Cundinamarca

Gemeenten van Cundinamarca en het Federaal District

Het departement Cundinamarca bestaat uit 116 gemeenten.
- Agua de Dios
- Albán
- Anapoima
- Anolaima
- Apulo
- Arbeláez
- Beltrán
- Bituima
- Bojacá
- Cabrera
- Cachipay
- Cajicá
- Caparrapí
- Caqueza
- Carmen de Carupa
- Chaguaní
- Chía
- Chipaque
- Choachí
- Chocontá
- Cogua
- Cota
- Cucunubá
- El Colegio
- El Peñón
- El Rosal
- Facatativá
- Fómeque
- Fosca
- Funza
- Fúquene
- Fusagasugá
- Gachalá
- Gachancipá
- Gachetá
- Gama
- Girardot
- Granada
- Guachetá
- Guaduas
- Guasca
- Guataquí
- Guatavita
- Guayabal de Siquima
- Guayabetal
- Gutiérrez
- Jerusalén
- Junín
- La Calera
- La Mesa
- La Palma
- La Peña
- La Vega
- Lenguazaque
- Machetá
- Madrid
- Manta
- Medina
- Mosquera
- Nariño
- Nemocón
- Nilo
- Nimaima
- Nocaima
- Pacho
- Paime
- Pandi
- Paratebueno
- Pasca
- Puerto Salgar
- Pulí
- Quebradanegra
- Quetame
- Quipile
- Ricaurte
- San Antonio del Tequendama
- San Bernardo
- San Cayetano
- San Francisco
- San Juan de Río Seco
- Sasaima
- Sesquilé
- Sibaté
- Silvania
- Simijaca
- Soacha
- Sopó
- Subachoque
- Suesca
- Supatá
- Susa
- Sutatausa
- Tabio
- Tausa
- Tena
- Tenjo
- Tibacuy
- Tibirita
- Tocaima
- Tocancipá
- Topaipí
- Ubalá
- Ubaque
- Ubaté
- Une
- Útica
- Venecia
- Vergara
- Vianí
- Villagómez
- Villapinzón
- Villeta
- Viotá
- Yacopí
- Zipacón
- Zipaquirá

## Guainía

Gemeenten van Guainía

Het departement Guainía bestaat uit een gemeente en acht corregimientos.
Gemeente:
- Inírida

Corregimientos:
- Barranco Minas
- Cacahual
- La Guadalupe
- Mapiripana
- Morichal
- Pana Pana
- Puerto Colombia
- San Felipe

## Guaviare

Gemeenten van Guaviare

Het departement Guaviare bestaat uit vier gemeenten.
- Calamar
- El Retorno
- Miraflores
- San José del Guaviare

## Huila

Gemeenten van Huila

Het departement Huila bestaat uit 37 gemeenten.
- Acevedo
- Agrado
- Aipe
- Algeciras
- Altamira
- Baraya
- Campoalegre
- Colombia
- Elías
- Garzón
- Gigante
- Guadalupe
- Hobo
- Iquira
- Isnos
- La Argentina
- La Plata
- Nátaga
- Neiva
- Oporapa
- Paicol
- Palermo
- Palestina
- Pital
- Pitalito
- Rivera
- Saladoblanco
- San Agustín
- Santa María
- Suaza
- Tarqui
- Tello
- Teruel
- Tesalia
- Timaná
- Villavieja
- Yaguará

## La Guajira

Gemeenten van La Guajira

Het departement La Guajira bestaat uit 15 gemeenten.
- Albania
- Barrancas
- Dibulla
- Distracción
- El Molino
- Fonseca
- Hatonuevo
- La Jagua del Pilar
- Maicao
- Manaure
- Riohacha
- San Juan del Cesar
- Uribia
- Urumita
- Villanueva

## Magdalena

Gemeenten van Magdalena

Het departement Magdalena bestaat uit 30 gemeenten:
- Algarrobo
- Aracataca
- Ariguaní
- Cerro San Antonio
- Chibolo
- Ciénaga
- Concordia
- El Banco
- El Piñón
- El Retén
- Fundación
- Guamal
- Nueva Granada
- Pedraza
- Pijiño del Carmen
- Pivijay
- Plato
- Puebloviejo
- Remolino
- Sabanas de San Ángel
- Salamina
- San Sebastián de Buenavista
- San Zenón
- Santa Ana
- Santa Bárbara de Pinto
- Santa Marta
- Sitionuevo
- Tenerife
- Zapayán
- Zona Bananera

## Meta

Gemeenten van Meta

Het departement Meta bestaat uit 29 gemeenten.
- Acacías
- Barranca de Upía
- Cabuyaro
- Castilla la Nueva
- Cubarral
- Cumaral
- El Calvario
- El Castillo
- El Dorado
- Fuente de Oro
- Granada
- Guamal
- La Macarena
- Lejanías
- Mapiripán
- Mesetas
- Puerto Concordia
- Puerto Gaitán
- Puerto Lleras
- Puerto López
- Puerto Rico
- Restrepo
- San Carlos de Guaroa
- San Juan de Arama
- San Juanito
- San Martín
- Uribe
- Villavicencio
- Vista Hermosa

## Nariño

Gemeenten van Nariño

Het departement Nariño bestaat uit 64 gemeenten:
- Albán
- Aldana
- Ancuyá
- Arboleda
- Barbacoas
- Belén
- Buesaco
- Chachagüí
- Colón
- Consacá
- Contadero
- Córdoba
- Cuaspud
- Cumbal
- Cumbitara
- El Charco
- El Peñol
- El Rosario
- El Tablón de Gómez
- El Tambo
- Francisco Pizarro
- Funes
- Guachucal
- Guaitarilla
- Gualmatán
- Iles
- Imués
- Ipiales
- La Cruz
- La Florida
- La Llanada
- La Tola
- La Unión
- Leiva
- Linares
- Los Andes
- Magüi
- Mallama
- Mosquera
- Nariño
- Olaya Herrera
- Ospina
- Pasto
- Policarpa
- Potosí
- Providencia
- Puerres
- Pupiales
- Ricaurte
- Roberto Payán
- Samaniego
- San Bernardo
- San Lorenzo
- San Pablo
- San Pedro de Cartago
- Sandoná
- Santa Bárbara
- Santacruz
- Sapuyes
- Taminango
- Tangua
- Tumaco
- Túquerres
- Yacuanquer

## Norte de Santander

Gemeenten van Norte de Santander

Het departement Norte de Santander bestaat uit 40 gemeenten.
- Abrego
- Arboledas
- Bochalema
- Bucarasica
- Cáchira
- Cácota
- Chinácota
- Chitagá
- Convención
- Cúcuta
- Cucutilla
- Durania
- El Carmen
- El Tarra
- El Zulia
- Gramalote
- Hacarí
- Herrán
- La Esperanza
- La Playa
- Labateca
- Los Patios
- Lourdes
- Mutiscua
- Ocaña
- Pamplona
- Pamplonita
- Puerto Santander
- Ragonvalia
- Salazar de las Palmas
- San Calixto
- San Cayetano
- Santiago
- Sardinata
- Silos
- Teorama
- Tibú
- Toledo
- Villa Caro
- Villa del Rosario

## Putumayo

Gemeenten van Putumayo

Het departement Putumayo bestaat uit 13 gemeenten.
- Colón
- Mocoa
- Orito
- Puerto Asís
- Puerto Caycedo
- Puerto Guzmán
- Puerto Leguízamo
- San Francisco
- San Miguel
- Santiago
- Sibundoy
- Valle del Guamuez
- Villagarzón

## Quindío

Gemeenten van Quindío

Het departement Quindío bestaat uit 12 gemeenten.
- Armenia
- Buenavista
- Calarcá
- Circasia
- Córdoba
- Filandia
- Génova
- La Tebaida
- Montenegro
- Pijao
- Quimbaya
- Salento

## Risaralda

Gemeenten van Risaralda

Het departement Risaralda bestaat uit 14 gemeenten.
- Apía
- Balboa
- Belén de Umbría
- Dosquebradas
- Guática
- La Celia
- La Virginia
- Marsella
- Mistrató
- Pereira
- Pueblo Rico
- Quinchía
- Santa Rosa de Cabal
- Santuario

## San Andrés, Providencia y Santa Catalina
Het departement San Andrés en Providencia bestaat uit twee gemeenten.
- Providencia
- San Andrés

## Santander

Gemeenten van Santander

Het departement Santander bestaat uit 87 gemeenten.
- Aguada
- Albania
- Aratoca
- Barbosa
- Barichara
- Barrancabermeja
- Betulia
- Bolívar
- Bucaramanga
- Cabrera
- California
- Capitanejo
- Carcasí
- Cepitá
- Cerrito
- Charalá
- Charta
- Chima
- Chipatá
- Cimitarra
- Concepción
- Confines
- Contratación
- Coromoro
- Curití
- El Carmen de Chucurí
- El Guacamayo
- El Peñón
- El Playón
- Encino
- Enciso
- Florián
- Floridablanca
- Galán
- Gámbita
- Girón
- Guaca
- Guadalupe
- Guapotá
- Guavatá
- Güepsa
- Hato
- Jesús María
- Jordán
- La Belleza
- La Paz
- Landázuri
- Lebrija
- Los Santos
- Macaravita
- Málaga
- Matanza
- Mogotes
- Molagavita
- Ocamonte
- Oiba
- Onzaga
- Palmar
- Palmas del Socorro
- Páramo
- Piedecuesta
- Pinchote
- Puente Nacional
- Puerto Parra
- Puerto Wilches
- Rionegro
- Sabana de Torres
- San Andrés
- San Benito
- San Gil
- San Joaquín
- San José de Miranda
- San Miguel
- San Vicente de Chucurí
- Santa Bárbara
- Santa Helena del Opón
- Simacota
- Socorro
- Suaita
- Sucre
- Suratá
- Tona
- Valle de San José
- Vélez
- Vetas
- Villanueva
- Zapatoca

## Sucre

Gemeenten van Sucre

Het departement Sucre bestaat uit 26 gemeenten.
- Buenavista
- Caimito
- Chalán
- Colosó
- Corozal
- Coveñas
- El Roble
- Galeras
- Guaranda
- La Unión
- Los Palmitos
- Majagual
- Morroa
- Ovejas
- Palmito
- Sampués
- San Benito Abad
- San Juan Betulia
- San Luis de Sincé
- San Marcos
- San Onofre
- San Pedro
- Santiago de Tolú
- Sincelejo
- Sucre
- Tolú Viejo

## Tolima

Gemeenten van Tolima

Het departement Tolima bestaat uit 47 gemeenten.
- Alpujarra
- Alvarado
- Ambalema
- Anzoátegui
- Armero
- Ataco
- Cajamarca
- Carmen de Apicalá
- Casabianca
- Chaparral
- Coello
- Coyaima
- Cunday
- Dolores
- Espinal
- Falan
- Flandes
- Fresno
- Guamo
- Herveo
- Honda
- Ibagué
- Icononzo
- Lérida
- Líbano
- Mariquita
- Melgar
- Murrilo
- Natagaima
- Ortega
- Palocabildo
- Piedras
- Planadas
- Prado
- Purificación
- Rioblanco
- Roncesvalles
- Rovira
- Saldaña
- San Antonio
- San Luis
- Santa Isabel
- Suárez
- Valle de San Juan
- Venadillo
- Villahermosa
- Villarrica

## Valle del Cauca

Gemeenten van Valle del Cauca

Het departement Valle del Cauca bestaat uit 42 gemeenten.
- Alcalá
- Andalucía
- Ansermanuevo
- Argelia
- Bolívar
- Buenaventura
- Bugalagrande
- Caicedonia
- Cali
- Calima
- Candelaria
- Cartago
- Dagua
- El Águila
- El Cairo
- El Cerrito
- El Dovio
- Florida
- Ginebra
- Guacarí
- Guadalajara de Buga
- Jamundí
- La Cumbre
- La Unión
- La Victoria
- Obando
- Palmira
- Pradera
- Restrepo
- Riofrío
- Roldanillo
- San Pedro
- Sevilla
- Toro
- Trujillo
- Tuluá
- Ulloa
- Versalles
- Vijes
- Yotoco
- Yumbo
- Zarzal

## Vaupés

Gemeenten van Vaupés

Het departement Vaupés bestaat uit drie gemeenten en drie corregimientos.
Gemeenten: 
- Carurú
- Mitú
- Taraira

Corregimientos: 
- Pacoa
- Papunahua
- Yavaraté

## Vichada

Gemeenten van Vichada

Het departement Vichada bestaat uit vier gemeenten.
- Cumaribo
- La Primavera
- Puerto Carreño
- Santa Rosalia